# Decapitated

## História
Decapitated é uma banda de death metal formada na Polónia em 1996. Actualmente é composta por Vogg (guitarra), Rafal Piotrowski (vocais), Paweł Pasek (baixo) e James Stewart (bateria). O quarteto ganhou reconhecimento como uma das bandas mais respeitadas do gênero e como um dos maiores expoentes do death metal técnico. O grupo obteve uma base de fãs internacional na cena underground da música, tornando-se um inovador dentro do death metal moderno.

### Winds of Creation,NihilityeThe Negation(1996–2004)
Vogg e seu irmão mais novo, o baterista Witold "Vitek" Kiełtyka, fundaram o Decapitated com o vocalista Wojciech "Sauron" Wąsowicz quando entraram na adolescência, acompanhado pelo baixista Marcin "Martin" Rygiel um ano depois. Após lançar duas demos, a banda assinou contrato com a Wicked World (subsidiária da Earache Records) e, em 2000, lançou seu álbum de estreia, Winds of Creation, ganhando destaque rapidamente, pelo alto nível técnico das composições, mesmo sendo muito jovens. Em 2002 e 2004 a banda lançou os álbuns Nihility e The Negation, respectivamente. 

### Organic Hallucinosis, morte de Vitek e hiato (2005–2008)
Em meados de 2005, Sauron anunciou sua saída do Decapitated, afirmando: "Não foi uma decisão fácil. No entanto, consegui conciliar o bem-estar da banda com meus planos pessoais e, portanto, desistir parecia ser a melhor solução para não atrapalhar a evolução do Decapitated. Além disso, outro motivo que contribuiu para minha decisão foram algumas complicações de saúde." A banda escolheu Adrian "Covan" Kowanek, um membro anterior do Atrophia Red Sun, como seu substituto e entrou na Hertz Studios em Białystok em agosto para gravar seu ambicioso quarto álbum Organic Hallucinosis, que foi lançado em 2006. De acordo com o Allmusic, a mudança de direção musical da banda neste álbum "provavelmente polarizaria os fãs de longa data do Decapitated". Durante a turnê seguinte em dezembro de 2005, Marcin não pôde se apresentar com a banda devido a problemas de recrutamento militar , foi substituído por Richard Gulczynski, mas juntou-se novamente em fevereiro de 2006. Durante o ano, Decapitated excursionou com bandas americanas Suffocation, Six Feet Under e Fear Factory. Em junho e julho de 2007, tocaram com Cephalic Carnage e Necrophagist na turnê Summer Slaughter pelos EUA. Ao fim da turnê, Marcin desistiu da banda para morar com sua família e se mudar para a Califórnia.

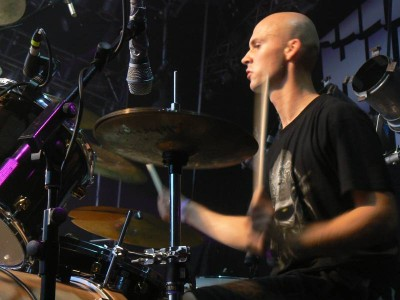
Baterista Vitek tinha apenas 15 anos nas gravações de Winds Of Creation

Em 28 de outubro de 2007, os jovens músicos se envolveram em um acidente que feriu gravemente Vitek e Covan. O ônibus da turnê colidiu com um caminhão que transportava madeira em Gomel, linha fronteiriça entre Rússia e Bielorrússia. Vitek morreu em 2 de novembro de 2007, aos 23 anos, em um hospital russo devido aos ferimentos. Covan entrou em coma e acabou transferido para a Polônia, deixou o grupo durante o hiato, devido à sua lenta recuperação. Ele sofreu de parada cardíaca e hipóxia cerebral, o que o deixou paralisado e numa cadeira de rodas.

### Retorno, nova formação eCarnival Is Forever(2009–2013)
Após um hiato de 3 anos, Vogg reformou o Decapitated em 2011, A Alternative Press descreveu o Decapitated como sendo uma das bandas de "elite do death metal".
Em 8 de março de 2009, Vogg anunciou que planejava continuar com a banda e estava procurando por um novo baterista e vocalista. Covan foi incapaz de continuar com Decapitated devido à irreversibilidade de seu quadro de saúde. No início de 2009, Vogg participou da gravação das guitarras do álbum Necropolis, com o Vader, e continuou com a banda em uma turnê de divulgação do álbum, começando em setembro. Em meados de 2009 Vogg declarou: "Foi a coisa mais difícil para mim seguir em frente sem Vitek ao meu lado, mas ele gostaria que eu continuasse com a banda. Finalmente, encontrei alguns grandes músicos que podem continuar o trabalho de Vitek e Covan." "Não há sentido em parar esta coisa incrível que construímos há tantos anos junto com Vitek, Sauron, Martin e Covan." Em 31 de julho de 2009, o baterista austríaco Kerim "Krimh" Lechner do Thorns of Ivy juntou-se ao Decapitated. Em 20 de novembro de 2009, a nova formação foi completada com o vocalista Rafał Piotrowski da banda Ketha e o baixista Filip "Heinrich" Hałucha do Vesania and Masachist. Decapitated continuou com o apoio da gravadora Nuclear Blast e do gerenciamento da Hard Impact Music. A banda excursionou no Reino Unido em fevereiro de 2010, bem como em abril e maio na Austrália, Nova Zelândia e festivais europeus e a turnê Summer Slaughter nos Estados Unidos no verão de 2010.A banda entrou no RG Studio em Gdańsk em 9 de fevereiro, para começar a gravar seu quinto álbum de estúdio intitulado Carnival Is Forever. O álbum foi produzido por Vogg; enquanto a mixagem e produção de bateria foi feita pelo produtor sueco Daniel Bergstrand, que já trabalhou com Behemoth e Meshuggah entre outros. Heinrich decidiu sair do Decapitated após a gravação do disco, para se dedicar a banda Vesania. 
Carnival Is Forever foi lançado em 12 de julho de 2011. Em 1 de novembro de 2011, a banda estava a bordo do voo 16 da LOT Polish Airlines quando a tripulação não conseguiu estender o trem de pouso e foi forçada a pousar a aeronave de barriga para baixo. Todos a bordo do voo sobreviveram. Fizeram uma turnê européia com Meshuggah em meados de 2012. O baterista Krimh deixou a banda em setembro de 2012, foi substituído pelo ex-baterista do Vader, Paweł Jaroszewicz. No final de 2012, Decapitated fez shows no Nepal, Japão e Tailândia. Em 2013, a banda se juntou ao Lamb of God em uma turnê na América do Norte.

### Blood Mantra, prisão nos EUA eAnticult(2014–2019)
Em 13 de março de 2014, a banda anunciou oficialmente a entrada do baterista Michał Łysejko, que estava em turnê com eles desde janeiro de 2014. Gravaram o sexto álbum de estúdio, Blood Mantra, no Hertz Studio na Polônia, e o lançaram em setembro de 2014. Durante uma turnê nos Estados Unidos em outubro, a banda se envolveu em um grave acidente de van a caminho de um show em Nova Orleans, Louisiana. Ninguém ficou gravemente ferido e a banda continuou em turnê. Decapitated acompanhou Soulfly em sua turnê We Sold Our Souls To Metal de 2015.

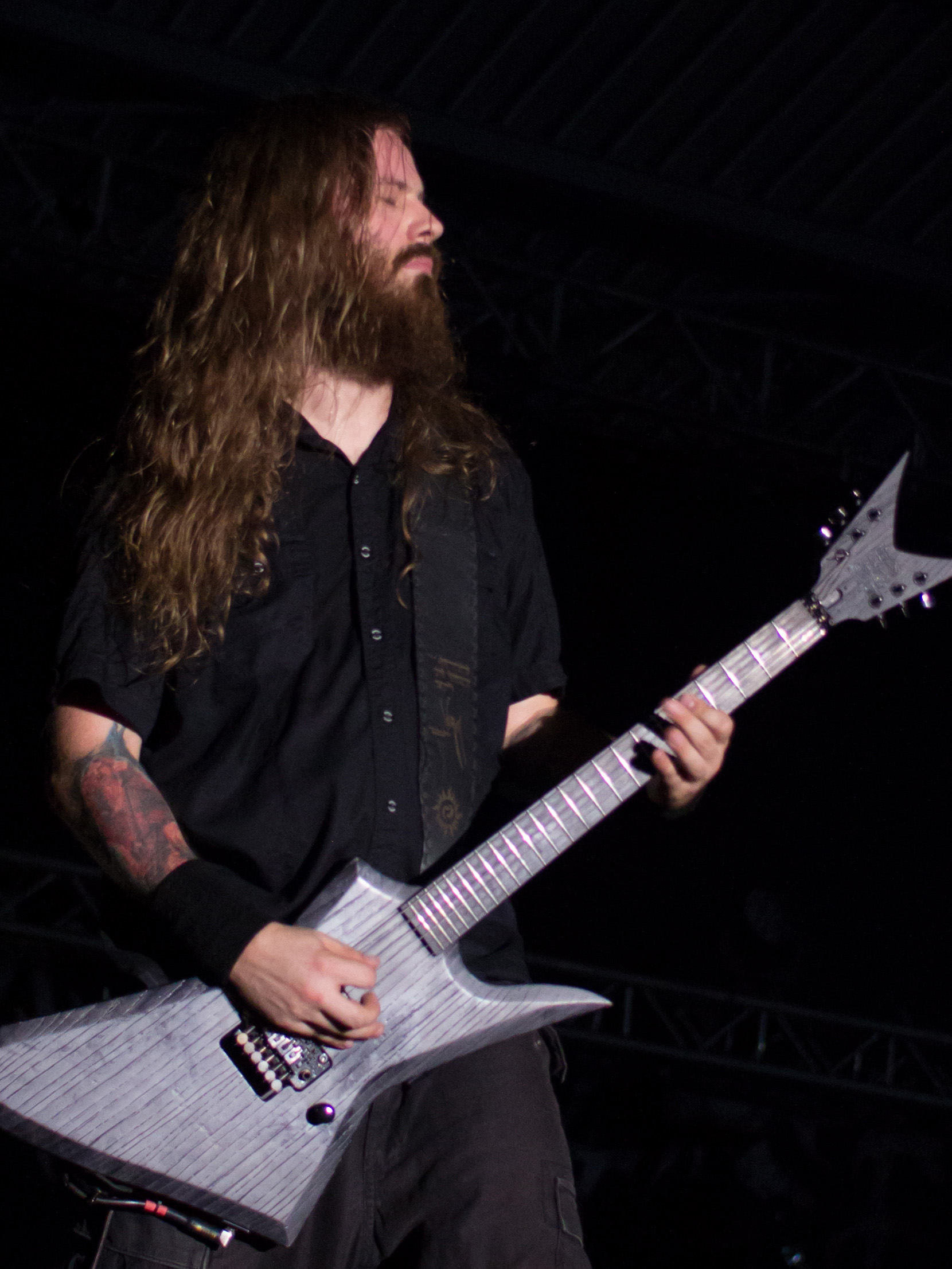
Guitarrista Vogg em 2014

O álbum Anticult foi lançado em 7 de julho de 2017. Vogg declarou sobre o processo de composição: "[Este] álbum é um que criamos juntos como uma banda. Nosso baterista, Michał Łysejko, [ajudou muito] com os arranjos e as músicas. Ele é como o co-autor, é como eu costumava fazer com Vitek [Witold Kiełtyka]."
Em setembro de 2017, todos os membros da época foram presos em Santa Ana, Califórnia, após um show. Extraditados para Spokane, em Washington, foram formalmente acusado de estupro em outubro de 2017. Piotrowski e Kiełtyka foram acusados de estupro de segundo grau, enquanto as acusações de Lysejko e Wiecek eram de estupro de terceiro grau. Todos os membros da banda se declaram inocentes de suas respectivas acusações criminais. Todas as acusações foram retiradas pelos promotores em janeiro de 2018, citando o "bem-estar da vítima", e o julgamento, agendado para o final daquele mês, foi cancelado.
Em julho de 2018, lançaram o videoclipe da música "Kill The Cult" de seu álbum de 2017. Em dezembro, a banda anunciou a saída do baterista Łysejko, convocando James Stewart, do Vader, para cumprir a agenda da turnê..
Em setembro de 2019, ao ser convocado para turnê do Machine Head, Vogg revelou em entrevista que começariam a escrever novas músicas em 2020 para o oitavo álbum de estúdio.

### Cancer Culture(2020–presente)
Em setembro de 2020, Decapitated renovou contrato com a Nuclear Blast e também anunciou que o ex-baterista de turnê James Stewart se tornou um membro fixo, enquanto o baixista Hubert Więcek não estava mais na banda. O baixista Pawel Pasek foi convocado para as turnês.

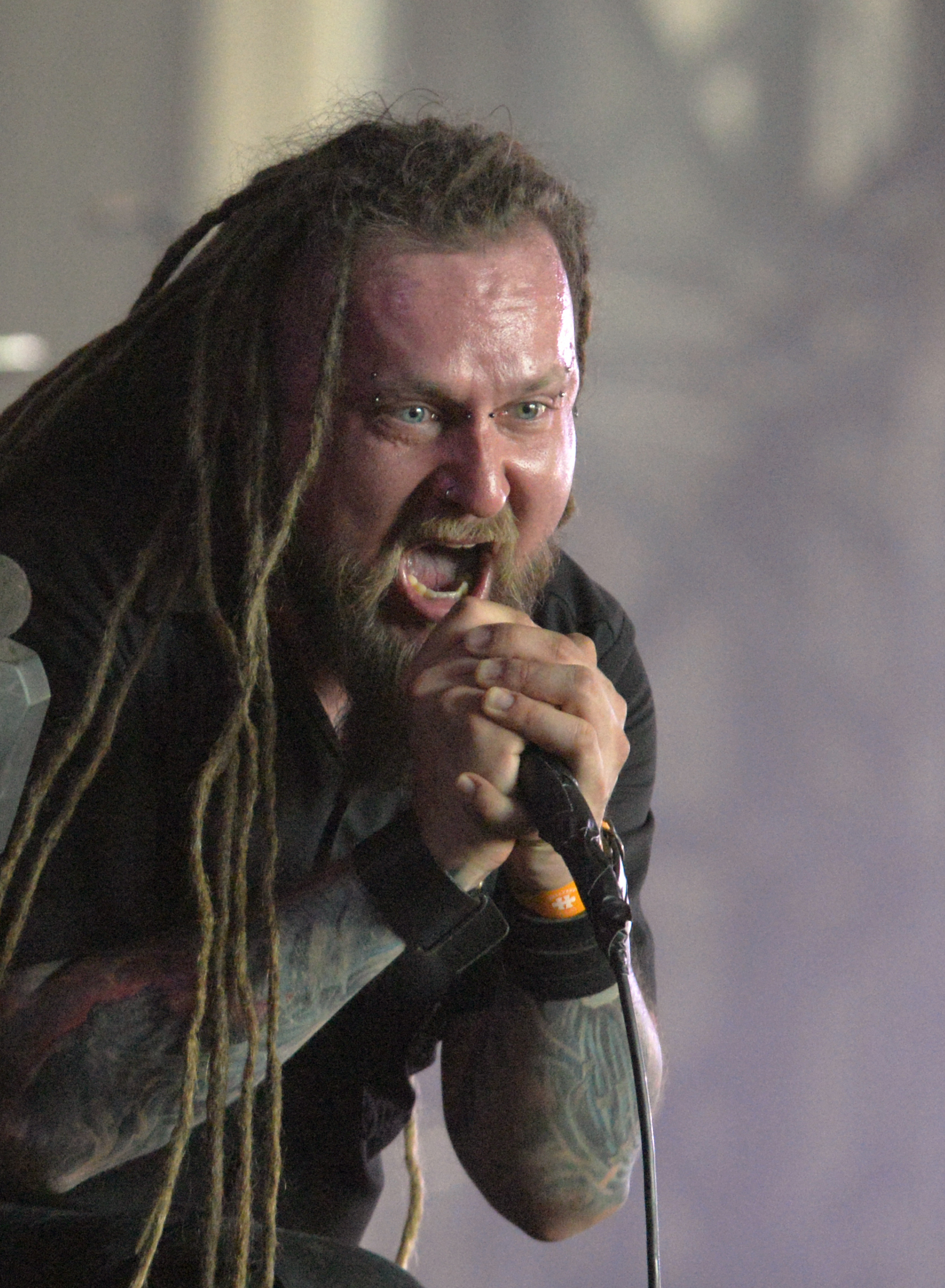
Vocalista "Rasta" em 2017

A banda anunciou datas em julho de 2021, para sua próxima turnê européia de 2022, ano do 25º aniversário do grupo, seguindo estrada com Black Tongue, Heart of a Coward e INFERI. Heart of a Coward se retirou da turnê e foi substituído por Archspire.
Vogg confirmou, através de redes sociais, em 17 de março de 2022, que o oitavo álbum de estúdio, "Cancer Culture", está em produção e deve ser lançado em 27 de maio de 2022. A faixa-título foi divulgada em áudio no YouTube. Confirmado o retorno do baixista Pawel Pasek como membro fixo.
Em 09 de abril de 2022, foi lançado o videoclipe da musica "Hello Death", com a participação de Tatiana Shmayluk, vocalista do Jinjer.

## Integrantes
| Formação atual - Waclaw “Vogg” Kieltyka - Guitarra (1996-presente) - Rafal "Rasta" Piotrowski - Vocalista (2009-presente) - Paweł Pasek - Baixo (2012-2016, 2021-presente) - James Stewart - Bateria (2020-presente) | Antigos integrantes - Witold “Vitek” Kiełtyka - Bateria (1996-2007) - Wojciech "Sauron" Wąsowicz - Vocal (1996-2005) - Marcin "Martin" Rygiel - Baixo (1997-2005, 2006-2007) - Adrian "Covan" Kowanek - Vocal (2005-2007) - Filip “Heinrich” Halucha - Baixo (2009-2011) - Kerim “Krimh” Lechner - Bateria (2009-2012) - Michał Łysejko - Bateria (2014-2018) - Hubert Więcek – Baixo (2016−2020) | Músicos de turnê - Jacek Hiro - Guitarra (2000-2004) - Richard Gulczynski - Baixo (2006) - Konrad Rossa - Baixo (2011-2012) - Paweł "Pawulon" Jaroszewicz - Bateria (2012-2013) - Kevin Foley – Bateria (2013) - Sean Martinez – Baixo (2016) - Eugene Ryabchenko - Bateria (2019) - Ken Bendene - Bateria (2020) |

Timeline

## Discografia

### Álbum de estúdio
| Winds of Creation                                                                         | - Lançado: 11/04/2000 - Gravadora: Earache Records - Formatos: CD, CD+DVD, LP, CS, digital download     | —  | —  |              |
| Nihility                                                                                  | - Lançado: 19/02/2002 - Gravadora: Earache Records - Formatos: CD, LP, CS, digital download             | —  | —  |              |
| The Negation                                                                              | - Lançado: 09/03/2004 - Gravadora: Earache Records - Formats: CD, LP, digital download                  | —  | —  | - US: 830+   |
| Organic Hallucinosis                                                                      | - Lançado: 07/02/2006 - Gravadora: Earache Records - Formatos: CD, 2 CD, DualDisc, LP, digital download | —  | —  |              |
| Carnival Is Forever                                                                       | - Lançado: 12/07/2011 - Gravadora: Nuclear Blast - Formatos: CD, CD+DVD, LP, digital download           | —  | 11 | - US: 2,100  |
| Blood Mantra                                                                              | - Lançado: 30/09/2014 - Gravadora: Nuclear Blast - Formatos: CD, CD+DVD, LP, digital download           | 11 | 5  | - US: 2,200+ |
| Anticult                                                                                  | - Lançado: 07/07/2017 - Gravadora: Nuclear Blast - Formatos: CD, CD+DVD, LP, digital download           | 4  | 2  |              |
| Cancer Culture                                                                            | - Lançado: 27/05/2022 - Gravadora: Nuclear Blast - Formatos: CD, digital download, stream media         | —  | —  |              |
| "—" denota uma gravação que não entrou nas paradas ou não foi lançada naquele território. | |    |    |              |

### Compilação
| Título           | Album details                                                                |
| ---------------- | ---------------------------------------------------------------------------- |
| The First Damned | - Lançado: 20/11/2000 - Gravadora: Metal Mind Productions - Formatos: CD, CS |

### Demos
| Título             | Detalhes                                                           |
| ------------------ | ------------------------------------------------------------------ |
| Cemeterial Gardens | - Lançado: Julho 1997 - Gravadora: Self-released - Formatos: CS    |
| The Eye of Horus   | - Lançado: Novembro 1998 - Gravadora: Self-released - Formatos: CS |

### Singles
| Título         | Detalhes                                                                              |
| -------------- | ------------------------------------------------------------------------------------- |
| Cancer Culture | - Lançado: 17/03/2022 - Gravadora: Nuclear Blast - Formatos: digital download, stream |

### Split album
| Título         | Detalhes                                                          | Nota                                        |
| -------------- | ----------------------------------------------------------------- | ------------------------------------------- |
| Polish Assault | - Lançado: 31/10/2000 - Gravadora: Relapse Records - Formatos: CD | - split com Yattering, Damnable e Lost Soul |

### Live DVD
| Título       | Detalhes                                                                                                  |
| ------------ | --- |
| Human's Dust | - Lançado: 09 Junho 2008 (Europa) 10 Junho 2008 (EUA) - Gravadora: Metal Mind Productions - Formatos: DVD |